# Baryglossa trulla
Baryglossa trulla är en tvåvingeart som beskrevs av Munro 1957. Baryglossa trulla ingår i släktet Baryglossa och familjen borrflugor. Inga underarter finns listade.